# Hokusai-Museum Sumida

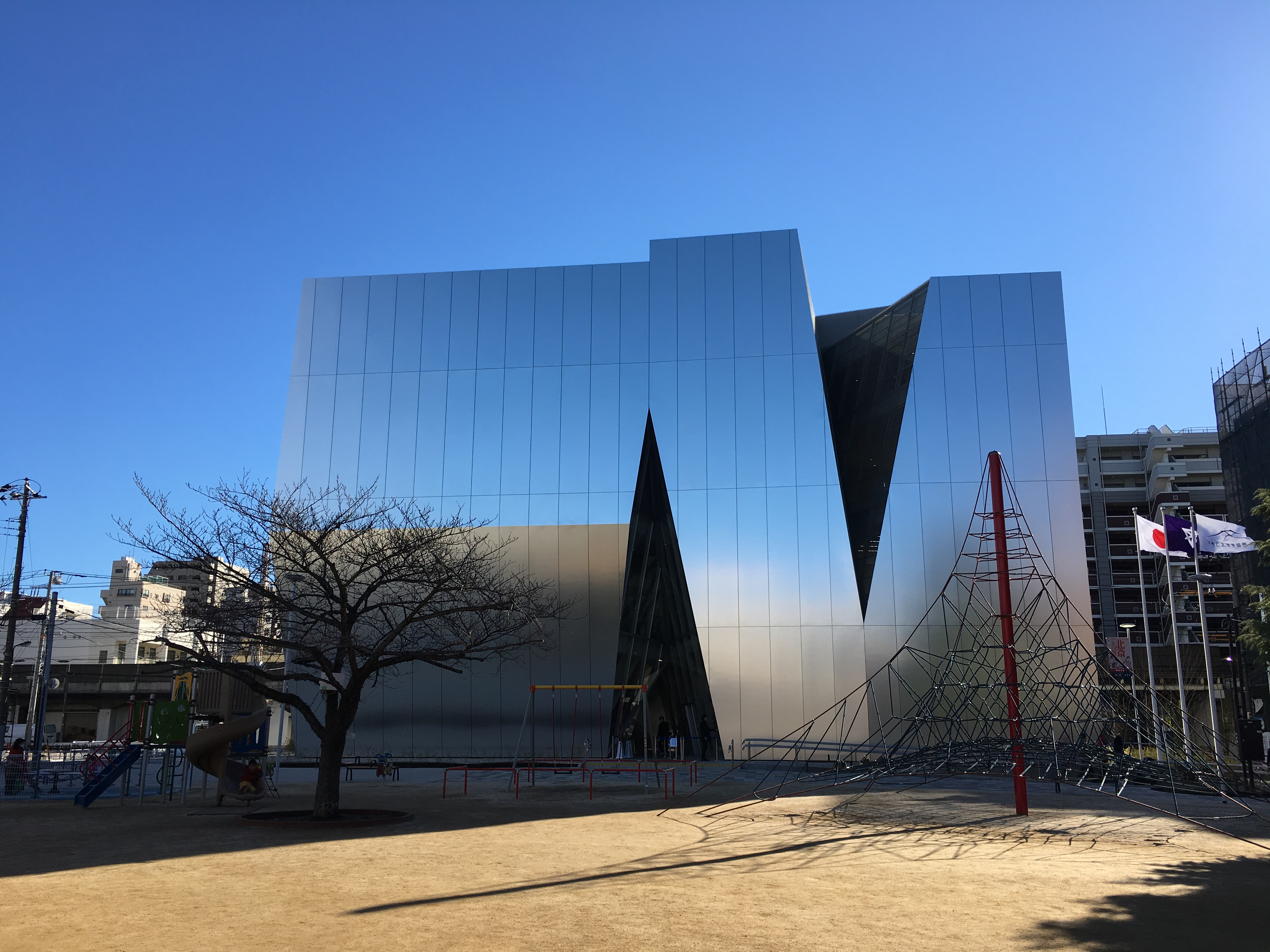
Museumsansicht von Norden

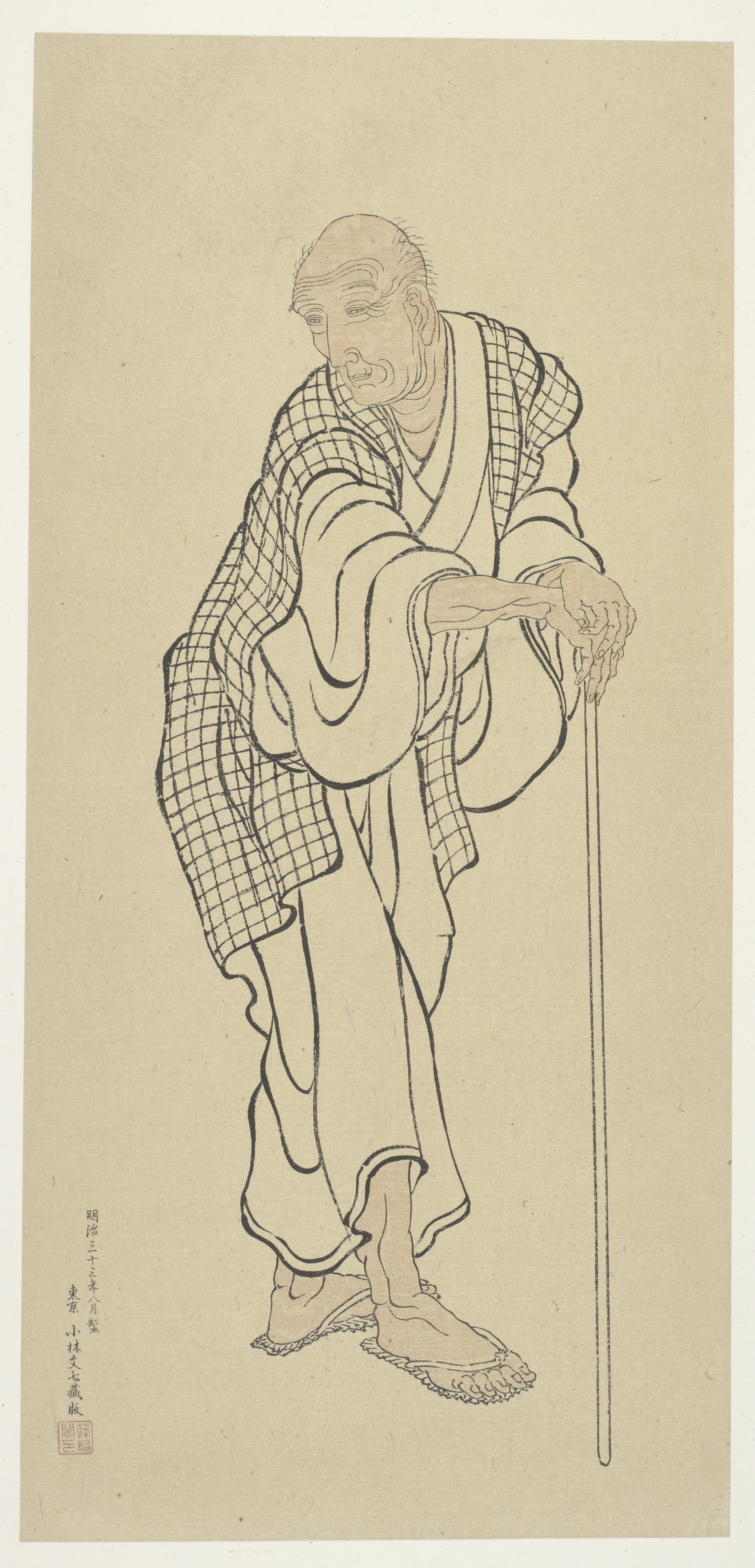
Katsushika Hokusai, 1839, Selbstporträt

Das Hokusai-Museum Sumida (jap. すみだ北斎美術館, Sumida Hokusai Bijutsukan, engl. Sumida Hokusai Museum) ist ein im Tokyoter Bezirk Sumida liegendes Museum, das dem Maler Katsushika Hokusai (1760–1849) gewidmet ist.

## Lage, Erreichbarkeit
Das Museum liegt östlich des Sumida-Flusses in Kamezawa im Tokyoter Bezirk Sumida etwas östlich der S- und U-Bahn-Station Ryogoku. Es liegt damit in naher Nachbarschaft zum Edo-Tokyo-Museum, zur Ryogoku Kokugikan Sumo Hall einschl. Sumo-Museum, zum Kyuyasuda Garden und zum Yokoamicho Park mit dem Kanto-Erdbeben-Museum.
Montags ist das Museum geschlossen. Sonst ist es von 9:30 bis 17:30 geöffnet. Der Eintritt für die Dauerausstellung kostet 400 Yen, für die Wechselausstellungen einen ähnlichen Betrag.

## Gebäude
Das Museum ist ein Neubau, der 2016 eröffnet wurde. Der Bau wurde von der Architektin Kazuyo Sejima entworfen.
Es liegt unmittelbar an der Straße nördlich des Gleiskörpers der Sobu Main Line. Längs seiner Südseite läuft ein herkömmlicher Bürgersteig. Ost- und Westseite sind von breiteren Gehwegen eingefasst. Die Nordseite öffnet sich zum Midoricho-Park hin.
Die Gebäudefassade weist kaum Fenster auf und ist winkelig/eckig gestaltet, so dass die Anmutung gereihter Großbuchstaben oder gestapelter Kisten entsteht. Das Gebäudeäußere ist mit mattsilber glänzendem Material verkleidet.
Ein Ziel des Entwurfs war es, das Museum von allen Seiten her zugänglich zu machen. Es ist deshalb auf Straßenniveau von Durchgängen durchzogen, die zum Eingang in der Mitte des Gebäudes führen.

## Ausstellung

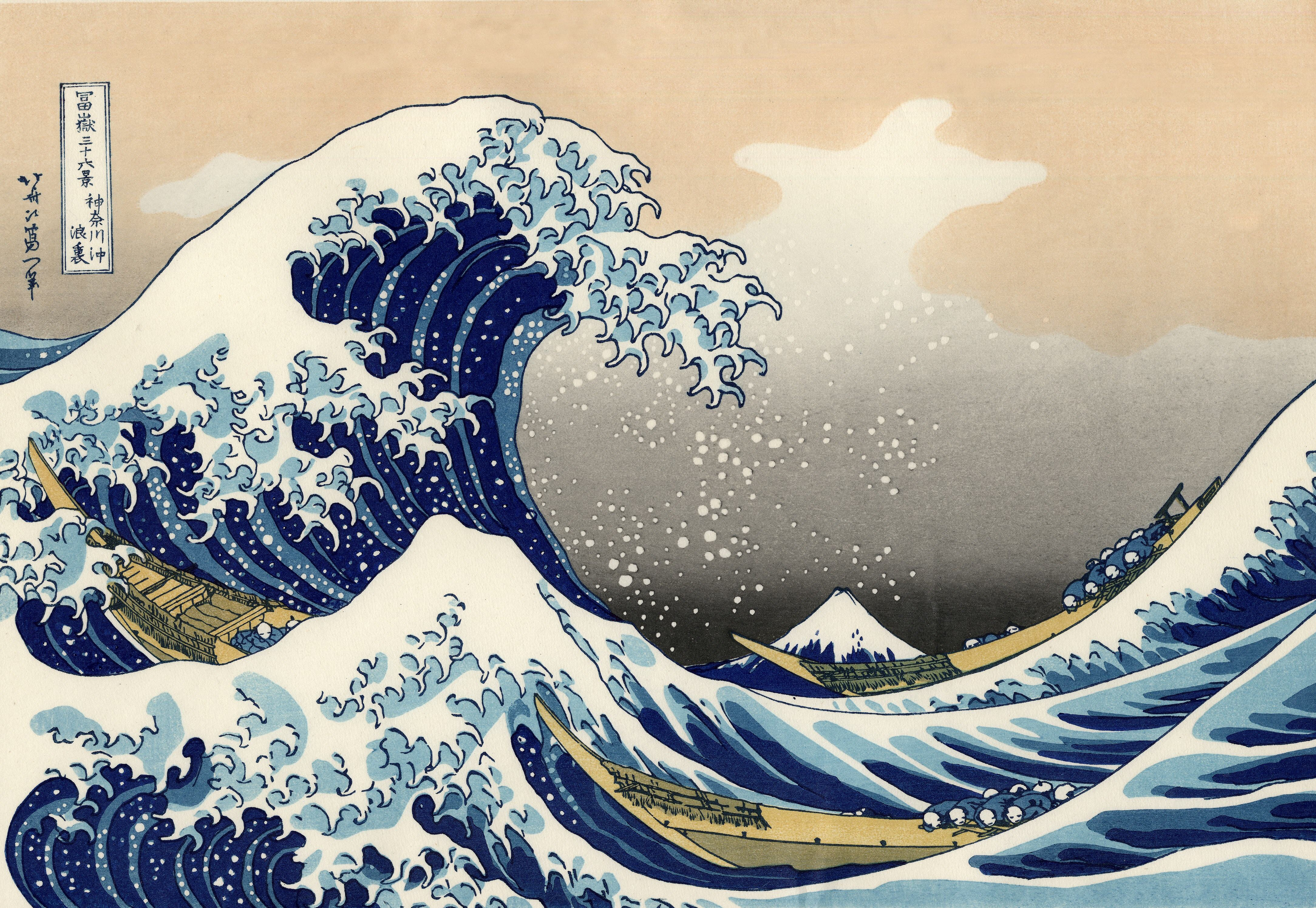
In der Ausstellung: Hokusais „Die große Welle vor Kanagawa“

Das Museum hat vier öffentlich zugängliche Stockwerke. Im vierten ist die dem Maler Hokusai gewidmete Dauerausstellung untergebracht. Sie umfasst hochwertige Repliken der Werke Hokusais, darunter seines Holzschnitt-Zyklus „36 Ansichten des Berges Fuji“. Auch eine Nachstellung seiner unordentlichen häuslichen Situation ist zu sehen.
Die übrigen Etagen zeigen Wechselausstellungen oder beherbergen Vortrags- und Versammlungssäle. Im Parterre finden sich ein Museumsshop und eine kleine Bibliothek.